# 沃斯科波耶

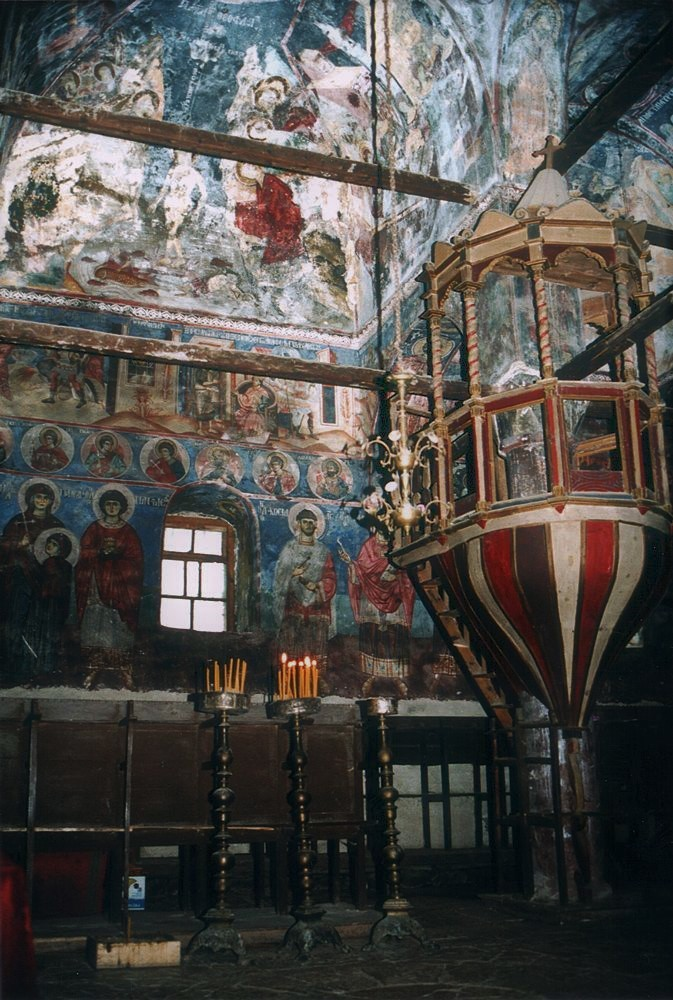
圣尼古拉教堂内的壁画

沃斯科波耶是阿爾巴尼亞東南部科赤州科爾察市镇的行政分区及村庄。距離科爾察市区約20公里，海拔高度1,160米，該鎮在十八世紀成為巴爾幹半島的大型城市之一，2001年人口2,218。

## 外部連結
- 科尔察市镇官方网站 （页面存档备份，存于） （阿爾巴尼亞文）